# Théâtre de marionnettes de l'Aigrette
Pour les articles homonymes, voir Aigrette.
Le Théâtre de marionnettes de l'Aigrette (Bóbita Bábszínház) est un théâtre de marionnettes hongrois situé à Pécs et fondé en 1961

## Histoire
Fondé à en 1961, il s'est professionnalisé en 1981 sous la direction de Lajos Kós, jusqu'en 1992, puis entre 1992 et 1996, la compagnie a été dirigée par András Lénárt. Depuis 1996, le directeur artistique est Gábor Sramó.

## Galerie

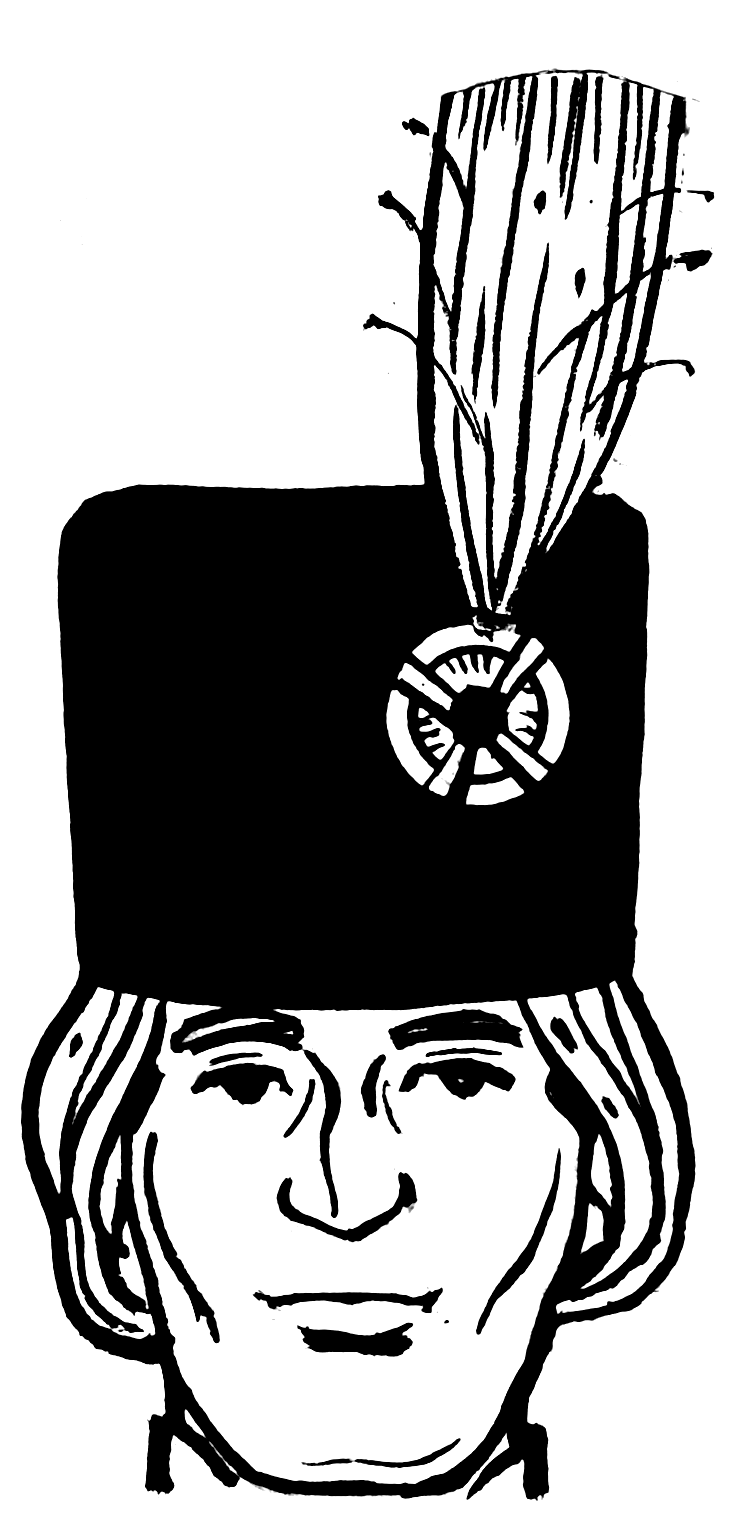
Une aigrette
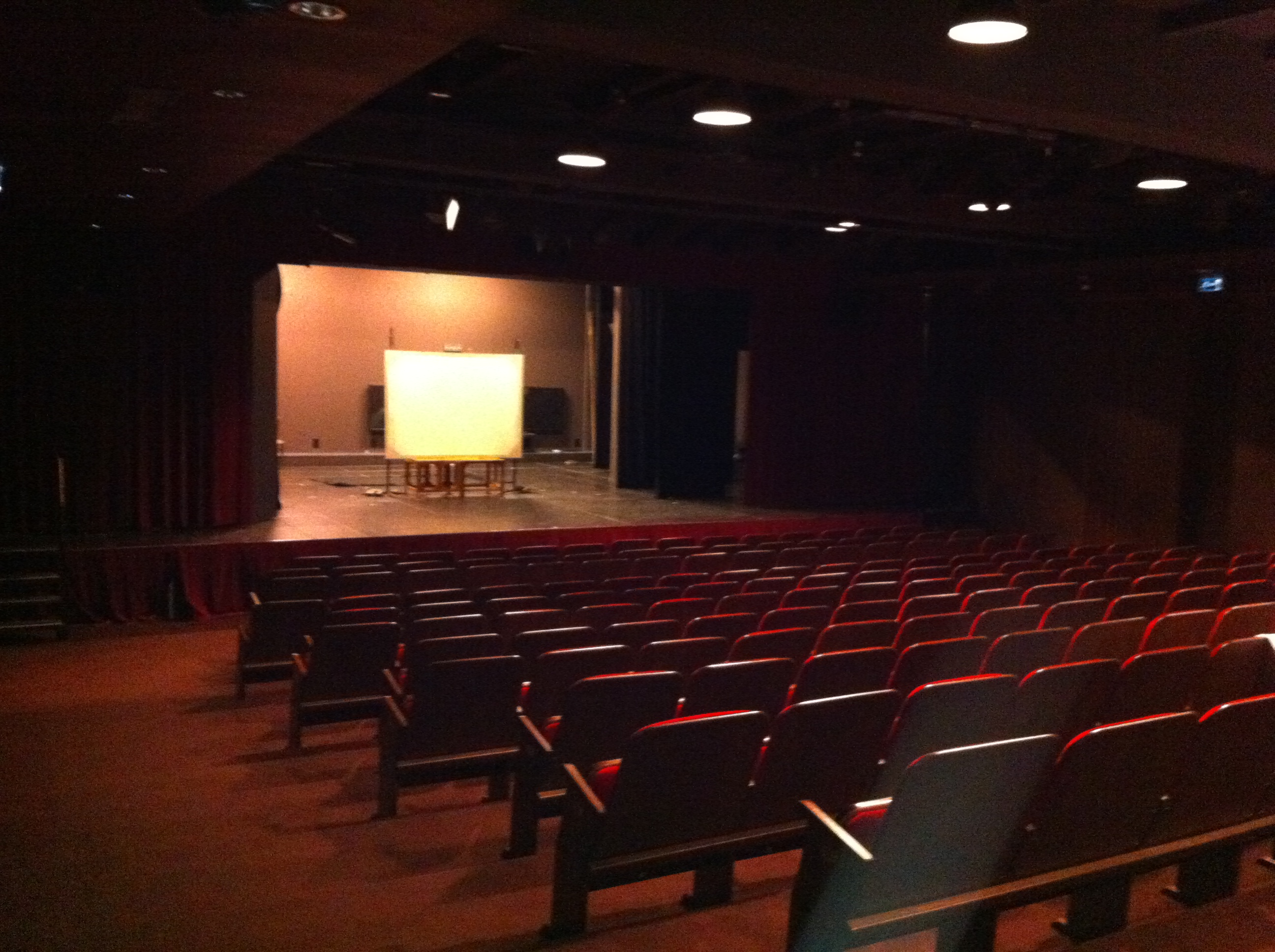
L'intérieur de la salle
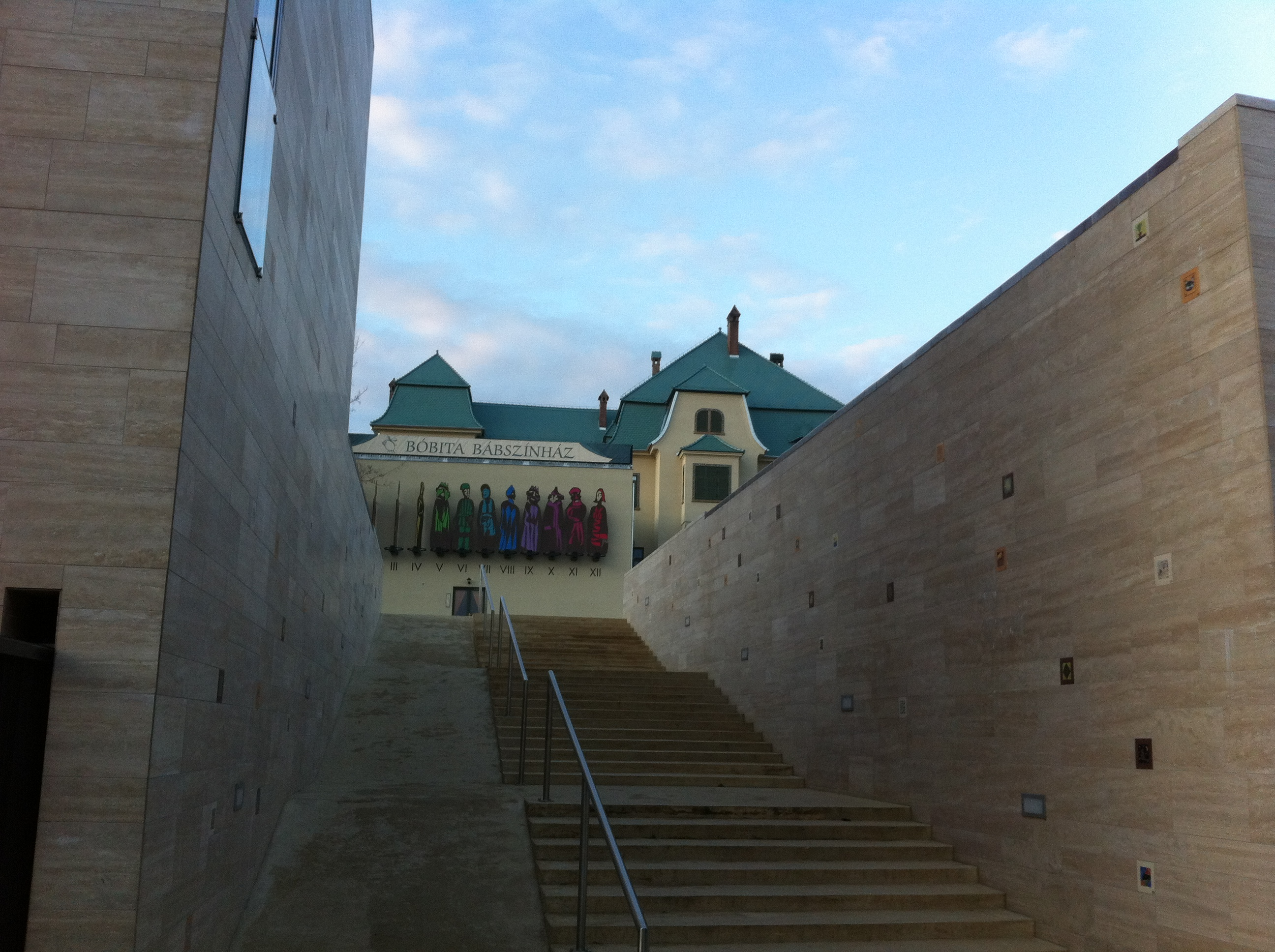
Les escaliers extérieurs
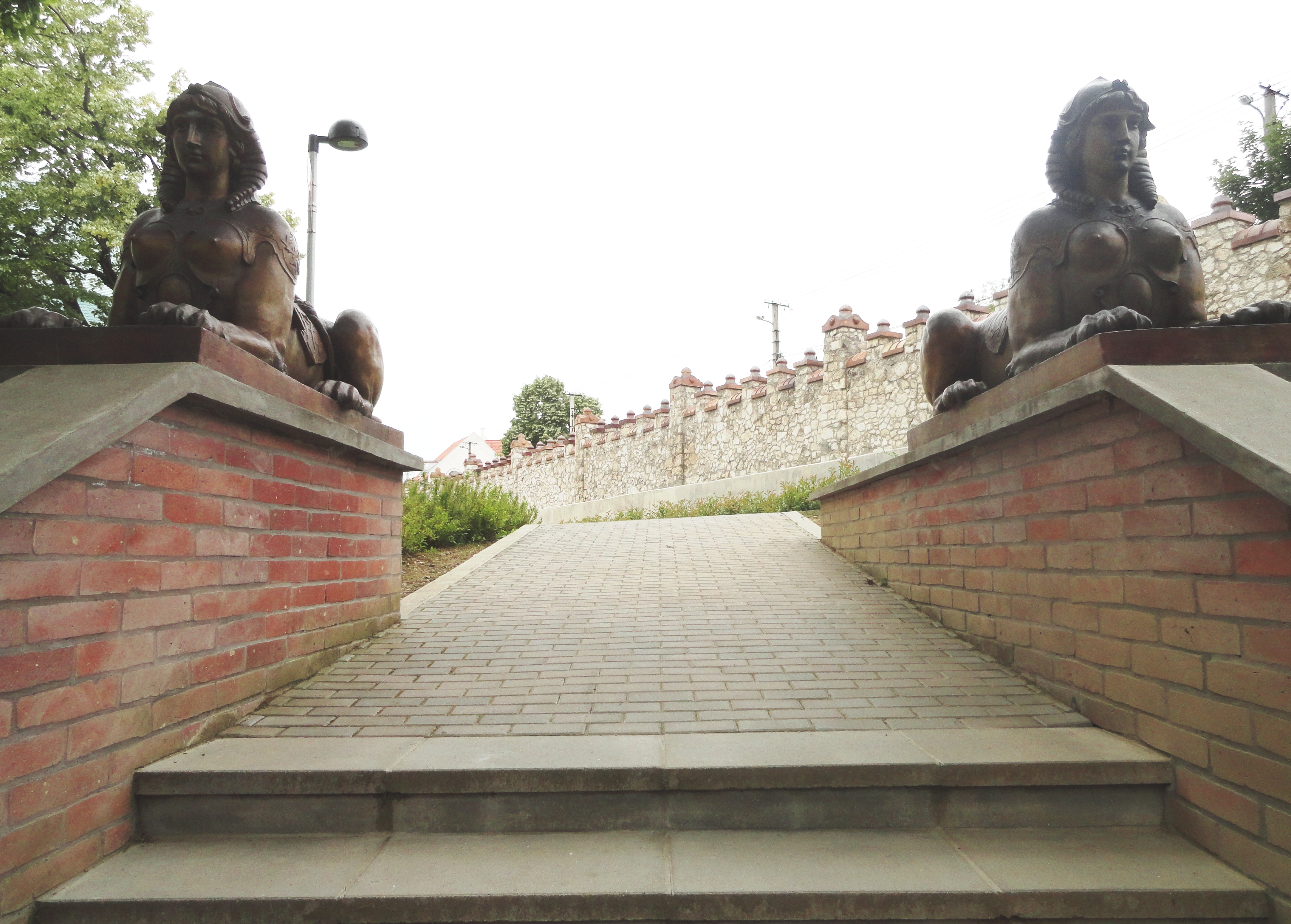
Les escaliers extérieurs